# Pogum - društvo za dostojanstvo pri delu
Društvo Pogum – društvo za dostojanstvo pri delu je bilo ustanovljeno leta 2007 ter registrirano v letu 2008. Glavna dejavnost društva je preprečevanje mobinga in pomoč vsem z izkušnjo mobinga oz. trpinčenja na delovnem mestu.
Predsednik društva je Franc Posel.